# Victoria Nuland

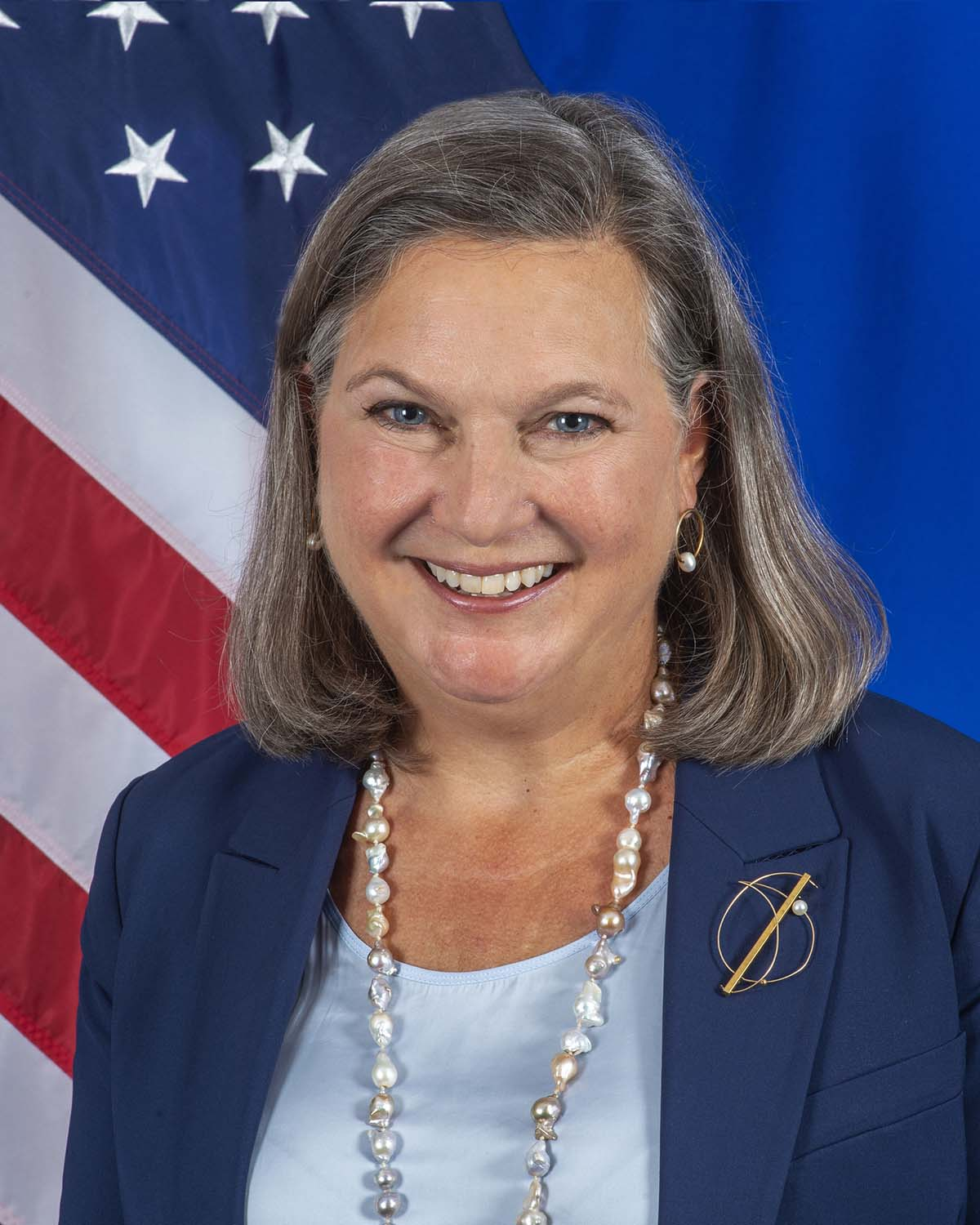
Victoria Nuland (2021)

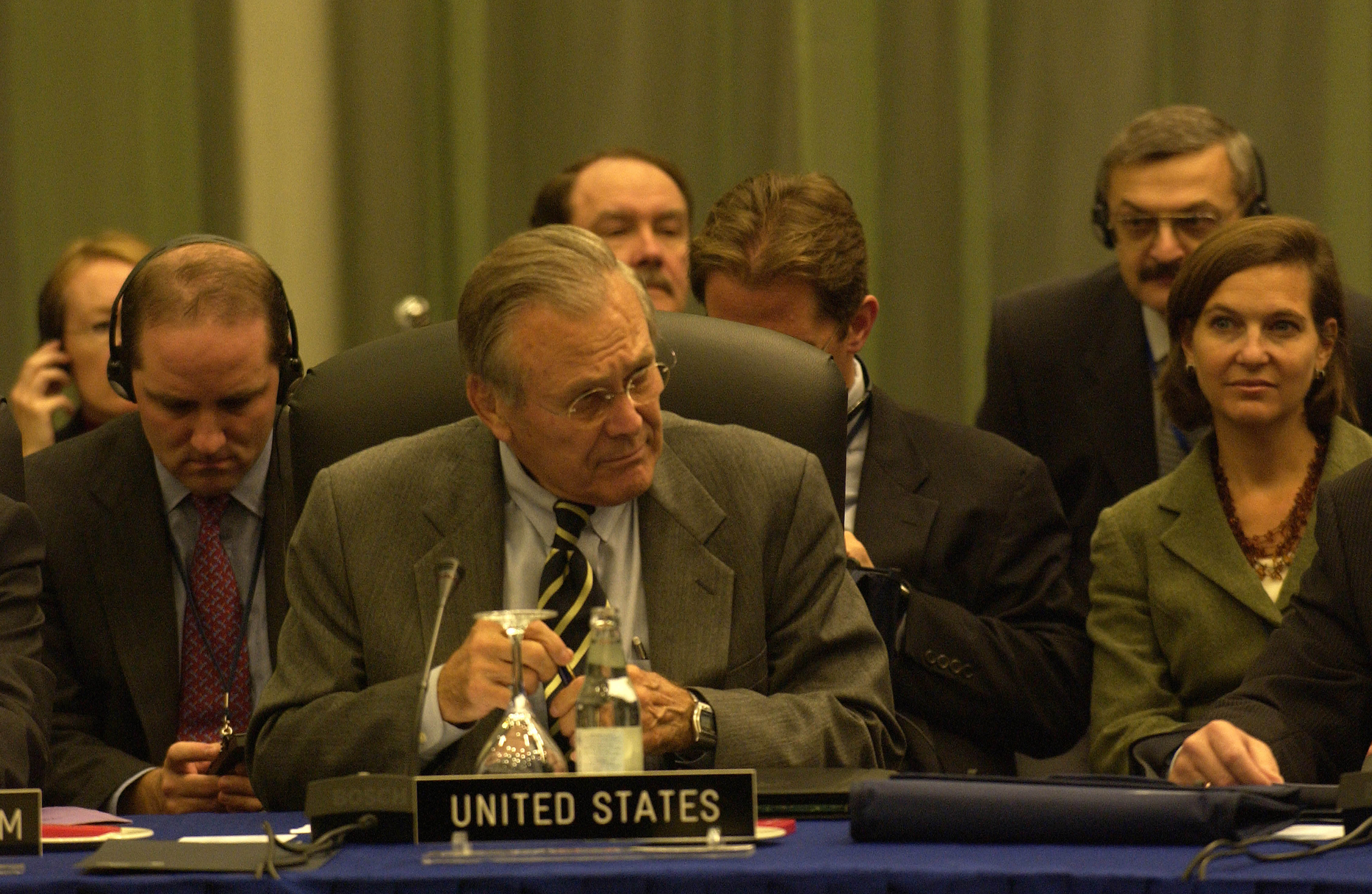
Donald Rumsfeld und Victoria Nuland während der NATO-Ukraine-Konsultationen in Vilnius, 2005

Victoria Jane Nuland (* 1. Juli 1961 in New York City) ist eine US-amerikanische Diplomatin. Sie war von 2013 bis 2017 Assistant Secretary of State im US-Außenministerium und ab Mai 2021 Staatssekretärin für politische Angelegenheiten. Von Juli 2023 bis März 2024 war sie geschäftsführende US-amerikanische Vizeaußenministerin.

## Leben

### Familie und Ausbildung
Nuland wurde 1961 als ältestes der vier Kinder des Chirurgen, Professors für Bioethik, Medizingeschichte und Sachbuchautors Sherwin B. Nuland geboren. Ihre orthodox-jüdischen Großeltern (Meyer und Vitsche Nudelman – den Namen änderte Sherwin B. Nuland 1947 offiziell in ‚Nuland‘) waren Anfang des 20. Jahrhunderts aus Bessarabien, das zu dieser Zeit noch zu Russland gehörte, in die USA eingewandert. Bis 1979 besuchte sie die Choate-Rosemary-Hall-Internatsschule, anschließend erreichte sie einen Bachelor-Abschluss an der Brown University. Nuland spricht Russisch, Französisch und ein wenig Chinesisch. Sie ist mit dem Neokonservativen Robert Kagan verheiratet. Das Paar hat zwei Kinder.

### Diplomatische Karriere
Seit 1984 ist Nuland im Außenministerium der Vereinigten Staaten tätig. Als Diplomatin war sie unter anderem in der Mongolei, China und Russland akkreditiert. Parteipolitisch war sie ungebunden: Unter dem demokratischen Präsidenten Bill Clinton war sie von 1993 bis 1996 die Stabschefin eines stellvertretenden Außenministers Strobe Talbott, von 2003 bis 2005 arbeitete sie zu Hochzeiten des Irakkriegs als sicherheitspolitische Beraterin des republikanischen US-Vizepräsidenten Dick Cheney.
Vom 20. Juni 2005 bis 2. Mai 2008 war sie Repräsentantin der USA bei der NATO (United States Permanent Representative to NATO). Von 2008 bis 2009 war sie Professorin an der National Defense University. Vom 31. Mai 2011 bis 11. Februar 2013 war sie Sprecherin des US-Außenministeriums und vom 18. September 2013 bis 25. Januar 2017 war sie dort als Assistant Secretary of State für Europa und Eurasien zuständig.

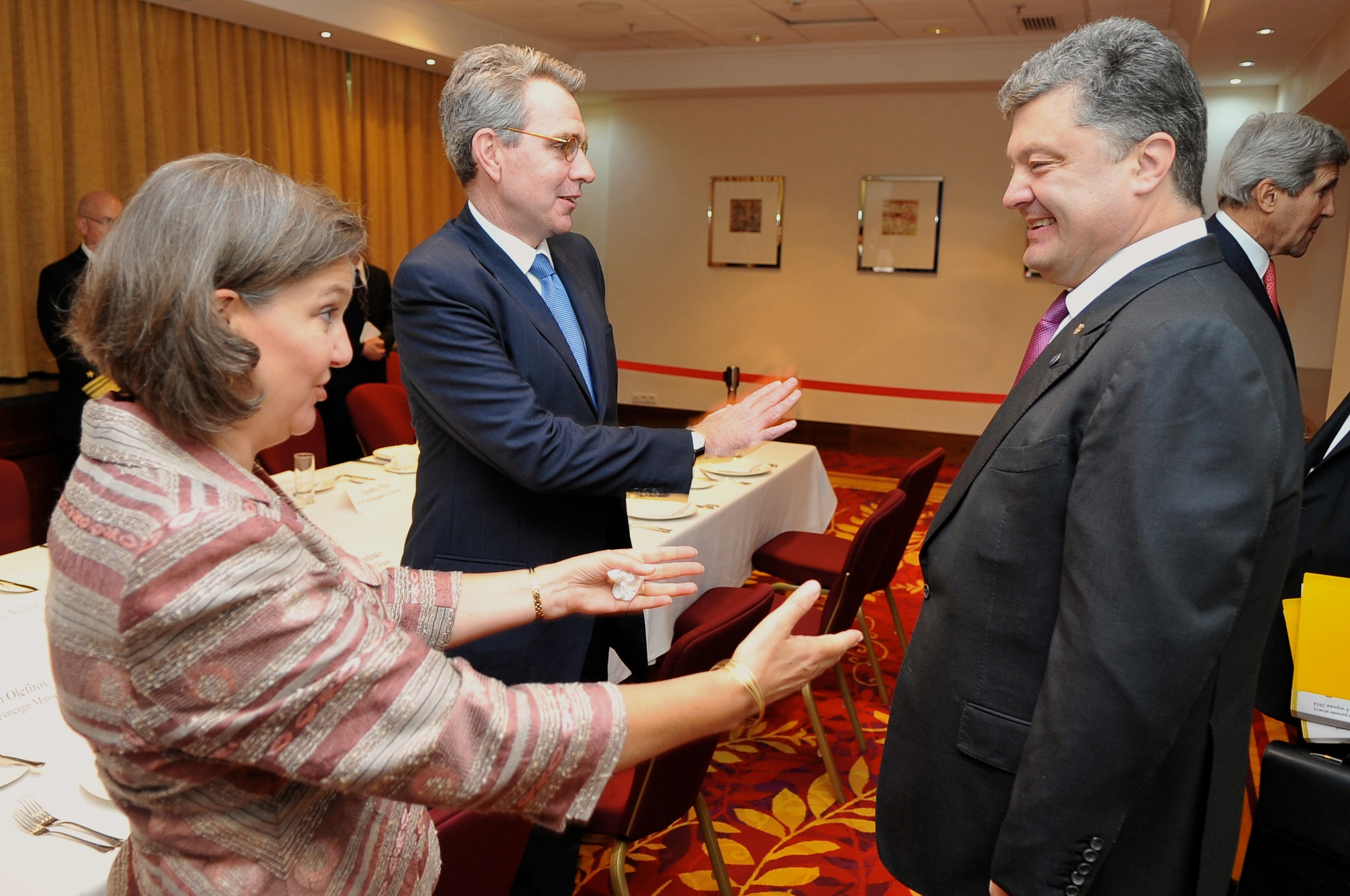
Victoria Nuland und Botschafter Geoffrey R. Pyatt begrüßen Petro Poroschenko in Warschau am 4. Juni 2014

Während der Euromaidankrise in der Ukraine wurden am 4. Februar 2014 zwei Tonaufnahmen auf der Video-Plattform YouTube veröffentlicht, die von dem Konto „Re Post“ hochgeladen wurde, das am 14. Dezember 2013 eingerichtet worden war. Auf einer der durchgesickerten Aufnahmen spricht Victoria Nuland mit dem US-Botschafter in der Ukraine, Geoffrey R. Pyatt. Nuland und Pyatt waren frustriert über das Zögern der Europäischen Union, sich den Vereinigten Staaten anzuschließen und Sanktionen gegen die ukrainische Regierung wegen der gewaltsamen Niederschlagung der Proteste anzudrohen. Nuland sagte zu Pyatt, sie wolle, dass ein UN-Diplomat nach Kiew reise, um eine Einigung im Kabinett zu erzielen. „Ich denke, das wäre großartig, um diese Sache mit Hilfe der UN zu kitten und, Sie wissen schon, zum Teufel mit der EU“ (englisch: „Fuck the EU“), so Nuland während des Gesprächs. Im zweiten abgehörten Telefonat beschwerte sich die stellvertretende Generalsekretärin für politische Fragen im Europäischen Auswärtigen Dienst Helga Schmid beim EU-Botschafter in Kiew, Jan Tombiński, über die aus ihrer Sicht unfaire Kritik der Amerikaner. Beide Telefongespräche wurden vom russischen Geheimdienst abgefangen: In einem Fall beschimpften die Amerikaner die Europäer, und im anderen beschwerten sich die Europäer über amerikanische Beschimpfungen. Die Veröffentlichung würde vorhersehbar einen Keil zwischen Washington und Brüssel treiben.
Die Audiomitschnitte blieben zunächst unbeachtet, bis ein Mitarbeiter des stellvertretenden Ministerpräsidenten Russlands, Dmitri Rogosin, einen Kommentar dazu auf dem Kurznachrichtendienst Twitter veröffentlichte. Der Vorfall dominierte wegen Nulands vulgärer Sprache die Berichterstattung in westlichen Medien und führte zu Spannungen zwischen der EU und den Vereinigten Staaten. Bundeskanzlerin Angela Merkel erklärte, die Äußerungen seien „absolut inakzeptabel“. Das US-Außenministerium entschuldigte sich für die unangemessene Ausdrucksweise und beschuldigte Russland. Trotz des Streits, den Nulands Ausbruch auslöste, vertraten die Europäische Union und die Vereinigten Staaten ähnliche Positionen und strebten die gleiche Vereinbarung an, die die EU-Außenminister nach den Ausschreitungen vom 18. Februar mit Janukowytsch auszuhandeln versuchten, die Janukowytsch an der Macht gehalten hätten.
Im Februar 2015 erklärte Nuland in einem Briefing: Die Europäer „fürchten sich vor Schäden für ihre Wirtschaft, Gegensanktionen der Russen“. Die USA könnten moderat Panzerabwehrwaffen liefern, dies laut anwesendem General Breedlove, um den Preis für Putin auf dem Schlachtfeld zu erhöhen. Die Europäer lehnten Waffenlieferungen ab und wollten „diplomatische Lösungen“; die Reise der deutschen Kanzlerin Angela Merkel im Laufe der Waffenstillstandsverhandlungen von Minsk zum russischen Staatspräsidenten Wladimir Putin bezeichnete Nuland als „Merkels Moskau-Zeug“ („Moscow stuff“).
Im Januar 2017 verließ Nuland das Außenministerium, nachdem die neu ins Amt gekommenen Trump-Regierung zahlreiche hochrangige Diplomaten zum Abschied gedrängt hatte.
Nach der Bildung der Regierung Biden im Januar 2021 wurde Nuland vom neuen Präsident Joe Biden im April 2021 als Unterstaatssekretärin für politische Angelegenheiten im US-Außenministerium nominiert und trat die Position im Mai des Jahres an.
Ab Sommer 2023 war sie geschäftsführende Vize-Außenministerin, zuletzt Staatssekretärin für politische Angelegenheiten.
In dieser Funktion erklärte Nuland Anfang 2023 bei einer Anhörung vor dem US-Kongress zur Explosion der North-Stream-Pipeline im Jahr 2022: „Ich bin – und ich denke, die Regierung ist sehr erfreut zu wissen, dass Nord-Stream-2 jetzt … ein Brocken Metall auf dem Meeresgrund ist.“
Neben dem Außenminister Antony Blinken und dem Sicherheitsberater Jake Sullivan wurde Nuland oft als einer der drei wichtigsten Lenker und Gestalter der Außenpolitik der Biden-Regierung angesehen. Einen sehr großen Einfluss hatte sie auf die Gestaltung der US-amerikanischen Russlandpolitik. Im März 2024 kündigte Außenminister Blinken den Rücktritt von Staatssekretärin Victoria Nuland an.
Außenminister Blinken hob hervor, dass sie 35 Jahre unter sechs Präsidenten und zehn Außenministern wirkte.
Nach ihrem Ausscheiden aus dem auswärtigen Dienst übernahm Nuland im März 2024 Lehrverpflichtungen an der School of International and Public Affairs der Columbia University.

## Würdigungen und Kritik
Als Verfechtering einer harten Russlandpolitik geriet Nuland oftmals zu einer Zielscheibe russischer Propaganda, die sich u. a. gerne aus dem Kontext gerissene Zitate oder abgehörten Materials bediente. Gemäß Garri Kasparow verwendete die russische Propaganda Nulands verbale Unterstützung der Revolution der Würde als „Beweis“ dafür, dass der Euromaidan von der CIA geplant worden sei (“… whose support for the protests is still used by Russian propaganda to ‘prove’ the entire Euromaidan was a coup plot run by the CIA”).
Ebenfalls in diesem Sinne wurde Nulands Aussage von 2013 verwendet, wonach in den 22 vorangegangenen Jahren seit 1991 fünf Milliarden US-Dollar aus US-Steuermitteln für Demokratisierung, Wohlstand, Sicherheit und Demokratie in der Ukraine eingesetzt worden seien. Der Unterstützung der USA müsse man ohnehin die nicht mindere Einflussnahme Moskaus gegenüberstellen, so der Kommentar in der BBC.
Die Urteile bezüglich der Klugheit und Effektivität von Nulands Agieren als Außenpolitikerin gehen, seit sie in exponierte Stellungen aufgerückt ist, weit auseinander: So hat sie sowohl starke Anerkennung und großes Lob als auch scharfe Kritik geerntet. Beispiele für positive Beurteilungen ihrer Fähigkeiten und ihres Wirkens sind etwa die Einschätzung von Strobe Talbott, Direktor des Thinktanks Brookings Institute, der sie als „consummate professional“ (vollendete Expertin) auf ihrem Gebiet gelobt hat, oder von Daniel Silverberg, des Stabschefs des demokratischen Mehrheitsführers im US-Repräsentantenhaus, der ihr attestierte, eine „Kämpferin“ (warrior) zu sein, die „wichtige Arbeit geleistet habe“ („have done [...] important work“). Auch der republikanische Senator Marco Rubio hat ihr in einer kritischen Anhörung konzediert, in hohem Maße für ihre Tätigkeit qualifiziert zu sein. Der Ökonom Jeffrey Sachs, Berater von vier UN-Generalsekretären und des ukrainischen Ministerpräsidenten Arsenij Jazenjuk, hat Nuland demgegenüber als eine führende Exponentin eines „anachronistischen“, geistig in der Zeit des Kalten Krieges verhafteten Denkens und als eine personelle Verkörperung einer verfehlten Kontinuität in der US-Außenpolitik eingestuft, während der investigative Journalist Seymour Hersh die Auffassung bekundet, dass Nuland zusammen mit Sullivan und Blinken ein „Triumvirat“ bilde, das die Außenpolitik der Biden-Regierung in der Hand habe, wobei er die drei als die am wenigsten fähige außenpolitische Führung ansieht, die die USA zu seinen Lebzeiten je gehabt hätten.
Am Tag ihres Rücktritts benannte Kiews Bürgermeister Vitali Klitschko die Tschaikowski-Straße im Darnizja-Stadtbezirk in Victoria-Nuland-Straße um.

## Schriften
- Richard Lugar, Victoria Nuland: Russia, its neighbors, and an enlarging NATO: report of an independent task force. Council on Foreign Relations, New York 1997, ISBN 0-87609-203-2 (englisch, eingeschränkte Vorschau in der Google-Buchsuche).